# Sistema anaerobico lattacido
Il sistema o meccanismo anaerobico lattacido o anaerobico glicolitico è uno dei tre sistemi energetici adoperati dal muscolo scheletrico per la produzione di adenosina trifosfato (ATP), ovvero la molecola energetica necessaria per l'attività muscolare.
L'anaerobico lattacido è il sistema energetico utilizzato nelle attività che richiedono forza e resistenza per un tempo attorno al minuto (il culmine è raggiunto mediamente tra i 40-45 s). Il suo nome è dovuto alla mancata richiesta di ossigeno (O2) per ossidare alcun substrato energetico (anaerobico), e alla produzione di acido lattico (lattacido). I substrati utilizzati in questo sistema sono i depositi di carboidrati endogeni rappresentati dal glicogeno stoccato nel muscolo scheletrico e nel fegato, che viene idrolizzato a glucosio.

## Altri sistemi energetici
- Sistema anaerobico alattacido
- Sistema aerobico

## Caratteristiche
- Potenza: intermedia (50 kcal/min)
- Capacità: intermedia (fino a 40 kcal)
- Latenza: 15-30 secondi
- Ristoro: intermedio
- Fibra muscolare adatta: fibra bianca o rapida (tipo IIb); fibra intermedia (tipo IIa); fibra rossa o lenta (tipo I)
- Metabolismo: anaerobiosi
- Processi metabolici: glicolisi anaerobica; ciclo di Cori;
- Substrato energetico: glicogeno/glucosio
- Quantità di ATP: limitata
- Depositi muscolari: moderatamente abbondanti (300/400 g glicogeno muscolare; 70/100 g glicogeno epatico)
- Autonomia energetica: da 10/15 s a circa 90/120 s (massima resa tra i 15 e i 50 s)
- Prestazione: forza resistente, resistenza lattacida, ipertrofia muscolare
- Impiego: attività mediamente brevi e intense
- Sistema precedente: anaerobico alattacido
- Sistema successivo: aerobico

## Fisiologia
Come il sistema anaerobico alattacido, anche quello lattacido non richiede la presenza di ossigeno (O2) per la produzione di energia. Quando uno sforzo si protrae oltre circa i 10 secondi, le riserve di creatinfosfato (PC) si esauriscono e l'anaerobico alattacido non basta più a produrre energia e a riformare l'ATP, si innesca questo secondo meccanismo.
Per ottenere l'energia necessaria, questo sistema non utilizza ancora l'ossigeno, ma intacca i depositi di glicogeno presente nelle cellule dei muscoli (miociti) e del fegato (epatociti). La glicogenolisi (l'idrolisi del glicogeno a glucosio) permette al muscolo di svolgere un'attività intensa, ma solo per un periodo limitato di tempo. Poiché il processo di ricarica dell'ATP avviene in assenza di ossigeno, insieme alla produzione di energia all'interno del muscolo si ha formazione di acido piruvico (piruvato), che nel momento in cui risulta essere in eccesso rispetto alla sua ossidazione in acqua (H2O) e anidride carbonica (CO)2), viene trasformato in acido lattico (lattato) attraverso una serie di 10 processi biochimici in parziale assenza di ossigeno catalizzate da enzimi. Tale processo, avviato nel citosol dei miociti, viene chiamato glicolisi anaerobica e riesce a fornire 2 moli di ATP per mole di glucosio:
Glicogeno muscolare = 2 lattato + 3 ATP

ADP + P + glucosio = ATP + lattato
Quando lo sforzo è continuato, l'acido lattico si accumula nelle cellule muscolari (miociti) e nel sangue. Il lavoro anaerobico lattacido è caratterizzato dall'accumulo di acido lattico, a causa di una situazione impari fra il piruvato prodotto e la capacità ossidativa dei muscoli per il suo smaltimento: il graduale aumento della concentrazione dell'acido lattico è dovuto al fatto che la sua velocità di produzione è superiore alla sua capacità di smaltimento. È solo in presenza di ossigeno infatti che il mitocondrio internalizza il piruvato, ossidandolo ulteriormente per ottenere anidride carbonica e acqua. La mancata capacità di completa ossidazione del piruvato causa di conseguenza l'accumularsi di acido lattico nel muscolo e rallenta la velocità di scissione del glicogeno interferendo con il meccanismo coinvolto nella contrazione muscolare; questa può diventare dolorosa e subentra il fenomeno della fatica. L'acidità muscolare causata dall'acido lattico, per valori di pH 6.5 (il pH normale è di 6.9) impedisce infatti la contrazione, inibisce il rilascio degli ioni calcio (Ca++) essenziali per la contrazione muscolare, e rende inefficace l'azione della 1-fosfofruttochinasi (PFK), enzima glicolitico.
Nel caso di sforzi protratti col sistema lattacido mediante glicolisi anaerobica, la durata media dell'attività è di 30-40 s in modalità massimale (inclusa l'iniziale attività alattacida), e il soggetto sarà poi costretto a scegliere se ridurre notevolmente l'intensità per continuare lo sforzo facendo subentrare progressivamente il meccanismo aerobico, o interrompere l'attività muscolare. Infatti il lattato deve essere metabolizzato e smaltito o riducendo l'intensità dello sforzo, oppure interrompendolo. Esso si scompone in due ioni, lo ione lattato (La-) e lo ione idrogeno (H+). L'efficienza di questo processo dipende dalla quantità di acido lattico che il muscolo riesce a tollerare e che può essere aumentata con l'allenamento. Piccole quantità di acido lattico possono essere ossidate ai fini energetici, specie nel sistema aerobico (glicolisi aerobica), ma grandi quantitativi come in questo caso non riescono a essere smaltiti efficacemente.
L'acido lattico può essere smaltito in diverse modalità:
- escreto tramite l'urina e il sudore;
- riconvertito a glicogeno: essendo un prodotto di demolizione dei carboidrati, può essere convertito in glicogeno e glucosio nel fegato, nei reni, e in glicogeno puro nei muscoli attraverso il ciclo di Cori;
- convertito in proteina: solo una minima parte può essere convertita dopo l'esercizio (in alanina, nei neuroni, meccanismo tramite il quale vi viene rimossa l'ammoniaca);
- ossidato in anidride carbonica (CO2) e acqua (H2O): in presenza di ossigeno, lo ione idrogeno (H+) viene rimosso dalla molecola del lattato che viene trasformato in piruvato, il quale entra nel ciclo di Krebs all'interno dei mitocondri e alla fine viene convertito in acqua (H2O).

Il sistema anaerobico lattacido favorisce la formazione di tre molecole di ATP per ogni molecola di glucosio, ed è comunque un sistema meno economico rispetto a quello aerobico, che produce 37 molecole di ATP per ogni molecola di glucosio impiegata. A ogni modo tale processo è in grado di sprigionare una potenza maggiore di circa quattro volte rispetto all'aerobico, utile per sforzi brevi e intensi, consentendo una rigenerazione dell'ATP più rapida. Come per l'anaerobico alattacido, anche questo meccanismo è adatto alle fibre bianche o rapide (IIb), che presentano al loro interno una maggiore distribuzione dell'enzima lattato deidrogenasi (LDH), il quale favorisce la conversione di piruvato in lattato.
Allenamenti in anaerobico lattacido ottimizzano l'azione degli enzimi glicolitici, e aumentano la soglia di tolleranza dell'acido lattico, e la resistenza muscolare. Questa fonte di energia a breve termine è di primaria importanza nelle attività competitive che comportano un carico alla massima intensità di circa 2 o 3 minuti al massimo; il lattacido è maggiormente attivato nelle attività sportive di resistenza lattacida, come i giochi di squadra di una certa intensità la cui durata supera i 30/40 secondi, o il bodybuilding.

### Soglia anaerobica
Correlato a questo sistema energetico è l'indice di soglia anaerobica, che può essere definita come l'intensità limite, in un determinato range più o meno definito, oltre la quale si verifica un accumulo progressivo di lattato nel sangue, non strettamente a causa di una carenza di ossigeno. La soglia anaerobica è il punto in cui, durante l'esercizio di durata, il nostro organismo comincia ad accumulare nei muscoli acido lattico in forma critica. Questo perché l'ossigeno da solo non basta più a bruciare il carburante necessario (soprattutto carboidrati) per sostenere lo sforzo, quindi dal sistema aerobico glucidico, avviene un passaggio al sistema anaerobico lattacido. Ciò comporta però l'accumulo crescente di acido lattico nei muscoli sino a che questi divengono impossibilitati a continuare il lavoro. La soglia anaerobica (che segna lo shift dal sistema aerobico al sistema anaerobico lattacido) viene raggiunta a intensità elevate. Si potrà parlare a tal proposito di una frequenza cardiaca collocata approssimativamente tra l'85% e il 90% della frequenza cardiaca massima (FC max o HR max), oppure a circa il 75 e l'85% del VO2max ,anche se l'individuazione di tale soglia varia da individuo a individuo, e viene stabilita con la massima precisione mediante determinati test invasivi.